# Любомир Радоилски
Любомир Панков Радоилски е български юрист, професор и декан на Юридическия факултет на Софийския университет.

## Биография
Роден е на 16 декември 1908 година в Ихтиман в семейството на учителя Панко Радоилски. Завършва Юридическия факултет на Софийския университет през 1931 година. Доцент е в катедрата по гражданскоправни науки от 1947 година и професор от 1950 година. В периода 1948 – 1952 година е декан на факултета, след което в годините от 1959 до смъртта си през 1968 година ръководи катедрата.
Секретар на Съвета по законодателството към Министерството на правосъдието и началник на правния отдел на Президиума на Народното събрание в периода от 1944 година до 1968 година. Основните му интереси са в областта на трудовото право.